# Koritnica (rivier)
De Koritnica is een rivier in de Sloveense Julische Alpen in de regio Goriška in het noordwesten van Slovenië.
De Koritnica ontspringt op de berg Mangart op ongeveer 1450 meter hoogte en mondt uit in de rivier de Soča bij het dorp Kal - Koritnica. Het gehele stroomgebied van de Koritnica ligt in de gemeente Bovec. Een groot deel van de Koritnica stroomt langs de weg van de Predilpas, die van Cave del Predil naar Bovec voert.
De dorpen aan de Koritnica zijn Strmec na Predelu, Log pod Mangartom en uiteindelijk Kal-Koritnica. De Predilnica, Šumnik en Možnica zijn bergstromen, die in de Koritnica vloeien.